# Telepatía
Telepatía è un singolo della cantante statunitense Kali Uchis, pubblicato il 26 febbraio 2021 come terzo estratto dal secondo album in studio Sin miedo (del amor y otros demonios).
È stato candidato nelle categorie di hit dell'anno e video dell'anno agli MTV Millennial Awards.

## Descrizione
Ottava traccia del disco, Telepatía, descritta dal Michigan Daily e Billboard come una ballata R&B e pop bilingue, è stata scritta dalla medesima interprete con Cristina Chiluiza, Servando Moriche, Primera Mussett, Albert Melendez, Manuel Lara e Marco Masis, ed è stata prodotta da questi ultimi tre. Il brano ha iniziato a riscuotere popolarità grazie a TikTok, che ha permesso al brano di crescere nelle piattaforme digitali.

## Promozione
Kali Uchis ha eseguito Telepatía per la prima volta in televisione al Tonight Show di Jimmy Fallon il 9 aprile 2021.

## Video musicale
Il video musicale, diretto dalla stessa interprete e girato a Pereira in Colombia, è stato reso disponibile il 18 marzo 2021.

## Tracce
Download digitale – Acoustic
1. Telepatía (Acoustic) – 2:58

## Formazione
- Kali Uchis – voce
- Albert Hype – produzione
- Manuel Lara – produzione
- Tainy – produzione
- Austen Jux-Chandler – produzione vocale, registrazione
- Chris Gehringer – mastering
- Will Quinnell – assistenza al mastering
- Prash "Engine-Earz" Mistry – missaggio

## Successo commerciale
Telepatía ha raggiunto la 2º posizione della Hot Latin Songs statunitense datata il 3 aprile 2021, accumulando nel corso della settimana 13,3 milioni di stream, un'audience radiofonica pari a 3 milioni di ascoltatori e 1 700 download digitali. Ha poi conquistato la vetta della Rhythmic Songs, dove è divenuta la sua prima numero uno.
Nella classifica britannica il singolo è diventato il primo ingresso per la cantante, entrando in top seventy-five al numero 45 con 7 574 copie distribuite nella seconda settimana di marzo 2021. Ha poi raggiunto un picco finale di 41 nella pubblicazione del 25 marzo 2021.

## Classifiche

### Classifiche settimanali
| Classifica (2021)     | Posizione massima |
| --------------------- | ----------------- |
| Argentina             | 28                |
| Australia             | 38                |
| Austria               | 74                |
| Belgio (Fiandre)      | 54                |
| Canada                | 45                |
| Colombia              | 3                 |
| Costa Rica            | 3                 |
| Croazia               | 91                |
| El Salvador           | 1                 |
| Francia               | 109               |
| Grecia                | 13                |
| Irlanda               | 33                |
| Italia                | 100               |
| Lituania              | 3                 |
| Malaysia              | 13                |
| Messico               | 1                 |
| Nuova Zelanda         | 35                |
| Paesi Bassi           | 73                |
| Panama                | 7                 |
| Perù                  | 3                 |
| Portogallo            | 10                |
| Regno Unito           | 41                |
| Repubblica Ceca       | 57                |
| Repubblica Dominicana | 42                |
| Romania               | 46                |
| Singapore             | 11                |
| Slovacchia            | 24                |
| Spagna                | 51                |
| Stati Uniti           | 25                |
| Svizzera              | 36                |

### Classifiche di fine anno
| Classifica (2021) | Posizione |
| ----------------- | --------- |
| Portogallo        | 83        |
| Stati Uniti       | 49        |

## Date di pubblicazione
| Paese                 | Data             | Formato                | Etichetta              | Nota   |
| --------------------- | ---------------- | ---------------------- | ---------------------- | ------ |
| Italia                | 26 febbraio 2021 | Contemporary hit radio | Universal Italia       | [ 13 ] |
| Svezia                | 12 marzo 2021    | Contemporary hit radio | Virgin EMI, Interscope | [ 44 ] |
| Stati Uniti d'America | 6 aprile 2021    | Contemporary hit radio | Virgin EMI, Interscope | [ 45 ] |